# La nit (Maillol)
La nit és el nom d'una escultura en bronze d'Aristides Maillol ubicada a París. L'escultura mostra la figura d'una dona asseguda que amaga el cap entre els braços, potser per reposar a la nit. Té els genolls aixecats per fer-li de suport als colzes i el cabell amb un recollit. Les formes arrodonides transmeten harmonia i recorden els models de l'escultura grega. Creada en una sola peça sobre un suport pla, és una obra de caràcter impressionista malgrat l'aire clàssic, per l'èmfasi en l'instant. L'encàrrec de l'obra va sorgir després de l'èxit a l'exposició parisenca del Salon d'Automme. Es tracta d'una de les primeres peces monumentals de l'autor.